# Codi Hermogenià
El Codi Hermogenià (en llatí Codex Hermogenianus) va ser una recopilació de lleis probablement feta per Hermogenià (de vegades anomenat erròniament Hermògenes). Estava dividit en títols i contenia exclusivament les constitucions de Dioclecià i Maximià (285 a 305) i una de Caracal·la.
Es creu que estava format per un únic llibre i que era com un suplement del Codi Gregorià, i que potser més tard s'hi van afegir lleis de Valent i Valentinià III.
Era una obra individual privada que després va gaudir de la protecció imperial i va ser usat als jutjats com a obra autoritzada, fins i tot quan ja era vigent el Codi Teodosià. Quan va aparèixer el Codi Justinià l'any 529 va deixar d'estar en vigor.